# 董嗣成
董嗣成（1560年—1595年），字伯念，號青芝，浙江湖州府烏程縣人，民籍，明朝政治人物。

## 生平
萬曆七年（1579年）己卯科浙江鄉試第十名。萬曆八年（1580年）庚辰科第二甲第一名進士。吏部觀政，本年授礼部主事，十年升员外郎，十二年升主客司郎中，养病。万历十五年复除本部，十七年丁憂归乡。萬曆十九年复除本部，二十年（1592年）正月，给事中孟养浩因谏神宗怠政，被施廷杖，一同被责者十一人。董嗣成疏言“黜降刑罚非复谏之具，畏法惧罪非忠义之夫”。神宗大怒，董嗣成被削籍为民归里。卒年三十六。天啓三年（1623年）贈光禄寺少卿。

## 家族
曾祖董環，貢士，贈通議大夫吏部左侍郎兼翰林院學士；祖父董份，曾任資善大夫禮部尚書兼翰林院學士；父董道醇，萬曆癸未進士。母茅氏。重庆下。弟嗣宗、嗣初。